# Spolek českých akademiků židů
Spolek českých akademiků židů (SČAŽ) byla první organizace usilující o česko–židovské sblížení, která se hlásila k českému národu. Organizace byla založena na valné hromadě v hostinci „U slovanské lípy“  ve Spálené ulici v Praze v březnu roku 1876.
Hlavní náplní činnosti Spolku českých akademiků židů byla vzájemná studentská solidarita a podpora nemajetných studentů. Spolek také pořádal přednášky, organizoval různé zábavy a oslavy a rovněž vydával některé tituly z česko–židovské literatury.
Předsedou Spolku českých akademiků židů byl student práv Leopold Katz . Jednatelem SČAŽ byl Adolf Stránský.  V řadách zakladatelů spolku se angažovali lidé, kteří se později projevili jako významné osobnosti politického, kulturního a hospodářského života Rakouska-Uherska a Československa: Alfréd Meissner ; Jakub Scharf ; August Stein (; Josef Žalud ; Moric Baštýř; Max Reiner; Karel Fischer; Ignác Arnstein a mnozí další.
Protektorem Spolku českých akademiků židů byl profesor trestního práva na pražské universitě JUDr. Alois Zucker.  Finančním podporovatelem spolku byl podnikatel a mecenáš Bohumil Bondy. 
Ve své činnosti SČAŽ navazoval na odkaz židovského lékaře, českého a německého romantického básníka, spisovatele, cestovatele a lékaře Siegfrieda Kappera. Ten se jako jeden z prvních židovských intelektuálů veřejně hlásil k českému národu. Na jeho počest byl v roce 1920 Spolek českých akademiků židů přejmenován na „Akademický spolek Kapper“. Tento spolek existoval a působil až do roku 1939, kdy byl rozpuštěn gestapem. Po druhé světové válce byla činnost spolku obnovena, ale fungoval jen krátce a to do roku 1949, kdy přestal definitivně existovat. Teprve v roce 2005 na aktivity tohoto spolku trvale navázal „Spolek akademiků Židů“ (SAŽ). Tento spolek se hlásí k odkazu i dalších židovských akademických organizací.

## Publikační aktivity SČAŽ
V databázi NK ČR lze najít několik titulů vydaných péčí SČAŽ či Akademického spolku Kapper:
- Kalendář česko-židovský na rok ... = Luah li-šenath ... V Praze: Spolek českých akademiků-židů, 1881–1938. Knihovna Akademického spolku Kapper. ISSN 1214-9993.
- Breuer, Leopold a Thorsch, Leopold, ed. Nauka o náboženství mojžišském pro střední a měšťanské školy. Překlad Leopold Thorsch. V Praze: Nákladem Spolku českých akademiků-Židů, 1884. vi, 184 stran.
- Branberger, Jan. O hudbě Židů: kulturně-historická skizza. Praha: nákladem Spolku českých akademiků-Židů, 1904. 55 stran.
- Fuchs, Alfréd. O židovské otázce. Praha: Spolek českých akademiků židů, 1909, [na obálce 1919]. 31 stran.
- Rakous, Vojtěch. Vojkovičtí a přespolní. Praha: Spolek českých akademiků židů, 1910. 187 s. Knihovna Spolku českých akademiků židů; sv. 3.
- Teytz, Viktor. Několik poznámek k otázce česko-židovské. V Praze: nákladem Spolku českých akademiků židů, 1913. 17 stran.
- Seznam literatury, kterou vydal „Akademický spolek Kapper“